# Улица Клугу
Улица Клу́гу (латыш. Klūgu iela — дословно Прутяная) — небольшая тупиковая улица в Видземском предместье города Риги, в микрорайоне Тейка. Начинается от улицы Раунас и ведёт в юго-западном направлении, в сторону улицы Иерикю, однако соединения с ней не имеет (за исключением пешеходной дорожки). С другими улицами не пересекается.
На всём протяжении покрыта асфальтом. Общая длина улицы составляет 169 метров. Общественный транспорт по улице не курсирует.
Левая (нечётная) сторона улицы застроена частными домами; правая сторона — пятиэтажными зданиями, относящимися к улице Раунас.
Улица Клугу появилась в 1930-е годы; её переименований не было.